# 2003年アンゴラにおけるボーイング727失踪事件
2003年アンゴラにおけるボーイング727失踪事件（2003ねんアンゴラにおけるボーイング727しっそうじけん）は、2003年（平成15年）5月25日にアンゴラの首都ルアンダのクアトロ・デ・フェベレイロ空港に留置されていたボーイング727がパイロットによって無断で離陸させられ、そのまま航空機ごと失踪した事件である。機体は未だ発見されていない。

## 背景
当該機のN844AAは1975年にアメリカン航空に導入された機体であり、同社では2001年まで運航されていた。その後、機体はフロリダ州マイアミを拠点とする航空機リース会社のエアロスペース・セールス&リーシング社に売却され、2002年1月の時点ではフロリダ州内で前番N843AA共々ナイジェリアのIRS航空に売却するための整備が行われていた。しかし同機は最終的にIRS航空には売却されず、同年4月にTAAGアンゴラ航空にリースされてクアトロ・デ・フェベレイロ空港に留置された。しかし、アンゴラ到着後の同機はアンゴラ当局によって同国の領空を飛行することを禁止された ため、その後14か月に渡って稼働することなく留置され、その間延べ400万ドル以上に上る空港の駐機料金も未払いのまま放置されていた。この時点で、機内はすべての客席が撤去され、その部分には軽油を運ぶための燃料タンクが設置される改造が施されており、実質的な燃料輸送機に改造されていた。

## 失踪
2003年5月25日の夕刻（現地時間17時頃）、駐機されていた同機に2人の男性が無断で搭乗。うち一人はアメリカ国籍のパイロット兼航空機関士、ベン・チャールズ・パディーヤ（当時50歳）であり、もう一人はコンゴ共和国国籍の整備士であった。いずれの人物もボーイング727を飛行させるライセンスを得ていない人物であり、飛行機を飛ばすためにはさらに追加の人員が必要であったが、最終的にこの2人のみが同機に搭乗した。このうち、アメリカ国籍のパイロット兼航空機関士は、機体を保有するエアロスペース・セールス&リーシング社によって送り込まれた人物であった。
そして同機は管制塔と連絡を取ることなく滑走路に侵入し、管制官の呼びかけも無視しそのまま離陸した。当時、同機には53,000リットル（14,000ガロン）の燃料が入っており、航続距離は約2,400kmであった。離陸した同機はそのまま南西方向に向かって大西洋に入り、これを最後に行方不明となった。2年前にはアメリカ同時多発テロ事件が発生しており、燃料輸送機に改造されていた同機がテロ攻撃に用いられる可能性も考えられたことから米国の諜報機関はパニックに陥り、その結果機体の捜索には米国FBIやCIAも投入され、偵察衛星でアフリカの空港を撮影し当該機を捜索する手法まで試みられたが、最終的に同機は発見されなかった。

## その後
航空機とともに失踪したパディーヤの妹が2004年にフロリダの地元紙のインタビューに応じ、彼が同機を飛行させ、アフリカのどこかで墜落したか、あるいは何者かに拘束されているのではないかと主張し、同機の最後の所有者であったエアロスペース・セールス&リーシング社の社長もこの主張に同意した。しかし、米国当局はこの主張に対し懐疑的な見方を示しており、当該リース企業の社長が過去に詐欺行為を行っていた点から、飛行機はビジネス上のトラブルもしくは詐欺を原因に「盗まれた」ものとする見解を示している。
また、後に公表された米国の外交文書によれば、同機の失踪直後に米国は複数の国で同機の捜索を行っており、スリランカやナイジェリアなどにおいて同機の捜索を行っていたことが明らかとなっている。
同年7月には同機と思われる機体がギニア共和国の首都コナクリの空港で発見され、機体記号も「3X-GOM」に改番されて使用されていた、とするカナダ人パイロットからの目撃情報を伝えた記事が英紙ガーディアンに掲載されたが、この情報は最終的にアメリカ国務省によって否定された。
2010年には国立航空宇宙博物館の広報誌が機体の行方の追跡調査を行い、関係者などの聞き込みも行ったが最終的な結論を見出せずに終わった。